# Willie Davis (football américain)
Pour les articles homonymes, voir Willie Davis et Davis.
Pro Football Hall of Fame 1981
(en) Statistiques sur pro-football-reference
William Delford Davis (né le 24 juillet 1934 à Lisbon (Louisiane) et mort le 15 avril 2020 à Santa Monica (Californie)) est un joueur américain de football américain.

## Biographie

### Enfance
Willie Davis étudie à la Booker T. Washington High School de Texarkana dans l'Arkansas avant de rejoindre l'université d'État de Grambling,.

### Carrière

#### Université
De 1952 à 1955, Willie Davis est étudiant du côté de Grambling et évolue pendant trois ans dans l'équipe de football américain des Tigers. Davis est notamment sous les ordres de l'entraîneur Eddie Robinson et joue aux postes de linebacker et d'offensive guard.

#### Professionnel
Willie Davis est sélectionné au quinzième tour de la draft 1956 de la NFL par les Browns de Cleveland au 181e choix. Après deux ans de service militaire dans l'U.S. Army, il revient chez les Browns comme defensive end avant d'alterner entre ce poste là et celui d'offensive tackle lors de la saison 1959. Le 14 juillet 1960, après deux saisons comme remplaçant, il est échangé aux Packers de Green Bay contre A. D. Williams.
Dès son arrivée chez les Packers, Davis devient un élément incontournable du dispositif de Vince Lombardi, voulant avant-tout le cantonner à un rôle défensif. Le joueur de ligne ne rate aucun match entre 1960 et 1969 et s'impose comme l'un des défenseurs les plus redoutables, décrochant de multiples sélections au Pro Bowl et dans l'équipe All-Pro. Sur les deux premiers Super Bowl que remporte Green Bay, il réalise cinq sacks et devient le tour premier afro-américain à recevoir le poste de capitaine de Green Bay, un rôle qu'il partage avec Hank Gremminger en 1965 avant d'être le seul capitaine l'année d'après. Il dispute en tout 138 matchs de saison régulière avec les Packers et figure dans l'équipe NFL de la décennie 1960.
Willie Davis prend sa retraite après la saison 1969 et va poursuivre une carrière dans les affaires et notamment dans les conseils d'administration de grandes groupes et notamment dans celui de la franchise de Green Bay entre 1994 et 2005. Il est introduit dans le temple de la renommée des Packers en 1975 et dans le Pro Football Hall of Fame en 1981 avant de se porter candidat au poste de commissionnaire de la NFL après le départ de Pete Rozelle mais c'est Paul Tagliabue qui est nommé.
Le 15 avril 2020, un mois après une hospitalisation pour une insuffisance rénale, Willie Davis décède à l'hôpital de Santa Monica à l'âge de 85 ans.